# Barly (Somma)
Barly – miejscowość i gmina we Francji, w regionie Hauts-de-France, w departamencie Somma.
Według danych na rok 2011 gminę zamieszkiwały 173 osoby, a gęstość zaludnienia wynosiła 15 osób/km² (wśród 2293 gmin Pikardii Barly plasuje się na 808. miejscu pod względem liczby ludności, natomiast pod względem powierzchni na miejscu 332.).